# Церковь Святой Анны (Белен)
Церковь Святой Анны или Церковь Сантана-да-Кампина (порт.  Igreja de Nossa Senhora de Santana da Campina) — католический храм в городе Белен, штат Пара, Бразилия. Храм освящён в честь святой Анны и носит своё наименование от названия городского района Сантана-да-Кампина, где он расположен. Входит в состав архиепархии Белен-до-Пара. Национальный исторический памятник (ID 434/2).
Строительство храма в стиле итальянского барокко началось в 1762 году по проекту итальянского архитектора Джузеппе Ланди. Освящение храма состоялось 2 февраля 1782 года. Храм стал второй католической церковью, построенной в Белене.
Во время бунтарских движений Кабанажен в северной Бразилии храм подвергся значительному разграблению, во время которого были разрушены две боковые башни. В 1840—1855 годах производилось внешнее восстановление церкви, во время которого был восстановлен фасад храма и построены две новые башни.
В 2004 году началась реставрация, во время которой были возвращены некоторые первоначальные барочные элементы.